# アメリカ合衆国陸軍長官
アメリカ合衆国陸軍長官（アメリカがっしゅうこくりくぐんちょうかん、英語: Secretary of the Army）は、陸軍省の責任者。陸軍省を指揮監督し、アメリカ陸軍の軍政を担う。建国からSecretary of War（直訳すれば「戦争長官」）の名称で閣僚の一員として軍事関連の事項を統括して責任を負ったが、1798年に海軍長官が閣僚に加えられたことで、陸軍に関しての責任を負うこととなった。1947年9月18日に国家安全保障法（National Security Act of 1947）が施行され、国家安全保障会議、国防総省及び国防長官 (Secretary of Defense) が設置され、その指揮監督下に移された。

## 概要
最後の「陸軍長官」 (Secretary of War) であったケネス・クレーバーン・ロイヤルが初代陸軍長官 (Secretary of the Army) に就任した。同法施行以前の陸軍長官は閣僚であったが、1947年からは国防長官が閣僚となって陸軍長官はその指揮下にある。陸軍長官は合衆国法典第10編の規定により、大統領の指名を受けた文民が上院の助言と承認（advice and consent）を受けて就任する。原則として軍を退役して5年以内の者は指名されない。

## 歴代陸軍長官（閣僚）

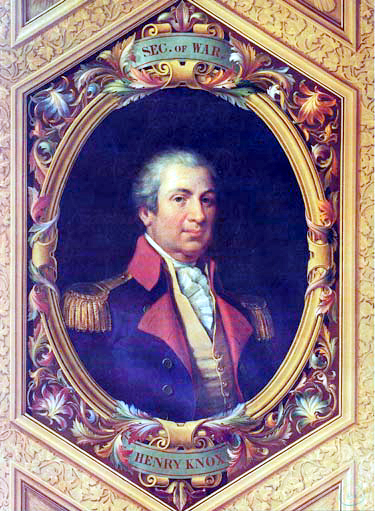
初代陸軍長官ヘンリー・ノックス

| （閣僚） 陸軍長官（Secretary of War） | （閣僚） 陸軍長官（Secretary of War）          | （閣僚） 陸軍長官（Secretary of War） | （閣僚） 陸軍長官（Secretary of War） | （閣僚） 陸軍長官（Secretary of War）             |
| 代                                    | 姓名                                           | 就任                                  | 退任                                  | 大統領                                            |
| ------------------------------------- | ---------------------------------------------- | ------------------------------------- | ------------------------------------- | ------------------------------------------------- |
| 1                                     | ヘンリー・ノックス                             | 1789年9月12日                         | 1794年12月31日                        | ジョージ・ワシントン                              |
| 2                                     | ティモシー・ピカリング                         | 1795年1月2日                          | 1795年12月10日                        | ジョージ・ワシントン                              |
| 3                                     | ジェイムズ・マクヘンリー                       | 1796年1月27日                         | 1800年5月13日                         | ジョージ・ワシントン ジョン・アダムズ             |
| 4                                     | サミュエル・デクスター                         | 1800年5月13日                         | 1801年1月31日                         | ジョン・アダムズ                                  |
| 5                                     | ヘンリー・ディアボーン                         | 1801年3月5日                          | 1809年3月4日                          | トーマス・ジェファーソン                          |
| 6                                     | ウィリアム・ユースティス                       | 1809年3月7日                          | 1813年1月13日                         | ジェームズ・マディソン                            |
| 7                                     | ジョン・アームストロング                       | 1813年1月13日                         | 1814年9月27日                         | ジェームズ・マディソン                            |
| 8                                     | ジェームズ・モンロー                           | 1814年9月27日                         | 1815年3月2日                          | ジェームズ・マディソン                            |
| 9                                     | ウィリアム・クロウフォード                     | 1815年8月1日                          | 1816年10月22日                        | ジェームズ・マディソン                            |
| 10                                    | ジョン・カルフーン                             | 1817年10月8日                         | 1825年3月4日                          | ジェームズ・モンロー                              |
| 11                                    | ジェイムズ・バーバー                           | 1825年3月7日                          | 1828年5月23日                         | ジョン・クインシー・アダムズ                      |
| 12                                    | ピーター・ビューエル・ポーター                 | 1828年5月23日                         | 1829年3月4日                          | ジョン・クインシー・アダムズ                      |
| 13                                    | ジョン・ヘンリー・イートン                     | 1829年3月9日                          | 1831年6月18日                         | アンドリュー・ジャクソン                          |
| 14                                    | ルイス・カス                                   | 1831年8月1日                          | 1836年10月5日                         | アンドリュー・ジャクソン                          |
| 15                                    | ジョエル・ロバーツ・ポインセット               | 1837年3月7日                          | 1841年3月4日                          | マーティン・ヴァン・ビューレン                    |
| 16                                    | ジョン・ベル                                   | 1841年3月5日                          | 1841年9月13日                         | ウィリアム・ヘンリー・ハリソン ジョン・タイラー   |
| 17                                    | ジョン・カンフィールド・スペンサー             | 1841年10月12日                        | 1843年3月4日                          | ジョン・タイラー                                  |
| 18                                    | ジェイムズ・マディソン・ポーター               | 1843年3月8日                          | 1844年2月14日                         | ジョン・タイラー                                  |
| 19                                    | ウィリアム・ウィルキンス                       | 1844年2月15日                         | 1845年3月4日                          | ジョン・タイラー                                  |
| 20                                    | ウィリアム・マーシー                           | 1845年3月6日                          | 1849年3月4日                          | ジェームズ・ポーク                                |
| 21                                    | ジョージ・ウォーカー・クロウフォード           | 1849年3月8日                          | 1850年7月22日                         | ザカリー・テイラー                                |
| 22                                    | チャールズ・マギル・コンラッド                 | 1850年8月15日                         | 1853年3月4日                          | ミラード・フィルモア                              |
| 23                                    | ジェファーソン・デイヴィス                     | 1853年3月7日                          | 1857年3月4日                          | フランクリン・ピアース                            |
| 24                                    | ジョン・ブキャナン・フロイド                   | 1857年3月6日                          | 1860年12月29日                        | ジェームズ・ブキャナン                            |
| 25                                    | ジョセフ・ホルト                               | 1861年1月18日                         | 1861年3月4日                          | ジェームズ・ブキャナン                            |
| 26                                    | サイモン・キャメロン                           | 1861年3月5日                          | 1862年1月14日                         | エイブラハム・リンカーン                          |
| 27                                    | エドウィン・スタントン                         | 1862年1月20日                         | 1868年5月28日                         | エイブラハム・リンカーン アンドリュー・ジョンソン |
| 28                                    | ジョン・マカリスター・スコフィールド           | 1868年6月1日                          | 1869年3月13日                         | アンドリュー・ジョンソン                          |
| 29                                    | ジョン・アーロン・ローリンズ                   | 1869年3月13日                         | 1869年9月6日                          | ユリシーズ・グラント                              |
| -                                     | ウィリアム・シャーマン（代行）                 | 1869年9月9日                          | 1869年10月24日                        | ユリシーズ・グラント                              |
| 30                                    | ウィリアム・ワース・ベルナップ                 | 1869年10月25日                        | 1876年3月2日                          | ユリシーズ・グラント                              |
| 31                                    | アルフォンソ・タフト                           | 1876年3月8日                          | 1876年5月22日                         | ユリシーズ・グラント                              |
| 32                                    | ジェイムズ・ドナルド・キャメロン               | 1876年5月22日                         | 1877年3月4日                          | ユリシーズ・グラント                              |
| 33                                    | ジョージ・ワシントン・マクラリー               | 1877年3月12日                         | 1879年12月10日                        | ラザフォード・ヘイズ                              |
| 34                                    | アレクサンダー・ラムジー                       | 1879年12月10日                        | 1881年3月4日                          | ラザフォード・ヘイズ                              |
| 35                                    | ロバート・トッド・リンカーン                   | 1881年3月5日                          | 1885年3月4日                          | ジェームズ・ガーフィールド チェスター・アーサー   |
| 36                                    | ウィリアム・クラウニンシールド・エンディコット | 1885年3月5日                          | 1889年3月4日                          | グロバー・クリーブランド                          |
| 37                                    | レッドフィールド・プロクター                   | 1889年3月5日                          | 1891年11月5日                         | ベンジャミン・ハリソン                            |
| 38                                    | スティーヴン・ベントン・エルキンズ             | 1891年12月17日                        | 1893年3月4日                          | ベンジャミン・ハリソン                            |
| 39                                    | ダニエル・スコット・ラモント                   | 1893年3月5日                          | 1897年3月4日                          | グロバー・クリーブランド（二期目）                |
| 40                                    | ラッセル・アレクサンダー・アルジャー           | 1897年3月5日                          | 1899年8月1日                          | ウィリアム・マッキンリー                          |
| 41                                    | エリフ・ルート                                 | 1899年8月1日                          | 1904年1月31日                         | ウィリアム・マッキンリー セオドア・ルーズベルト   |
| 42                                    | ウィリアム・ハワード・タフト                   | 1904年2月1日                          | 1908年6月30日                         | セオドア・ルーズベルト                            |
| 43                                    | ルーク・エドワード・ライト                     | 1908年7月1日                          | 1909年3月4日                          | セオドア・ルーズベルト                            |
| 44                                    | ジェイコブ・マクガヴォック・ディキンソン       | 1909年3月12日                         | 1911年5月21日                         | ウィリアム・ハワード・タフト                      |
| 45                                    | ヘンリー・スティムソン                         | 1911年5月22日                         | 1913年3月4日                          | ウィリアム・ハワード・タフト                      |
| 46                                    | リンドリー・ミラー・ガリソン                   | 1913年3月5日                          | 1916年2月10日                         | ウッドロウ・ウィルソン                            |
| 47                                    | ニュートン・ディール・ベイカー                 | 1916年3月9日                          | 1921年3月4日                          | ウッドロウ・ウィルソン                            |
| 48                                    | ジョン・ウィンゲイト・ウィークス               | 1921年3月5日                          | 1925年10月13日                        | ウォレン・ハーディング カルビン・クーリッジ       |
| 49                                    | ドワイト・フィリー・デイヴィス                 | 1925年10月14日                        | 1929年3月4日                          | カルビン・クーリッジ                              |
| 50                                    | ジェイムズ・ウィリアム・グッド                 | 1929年3月6日                          | 1929年11月18日                        | ハーバート・フーヴァー                            |
| 51                                    | パトリック・ジェイ・ハーリー                   | 1929年12月9日                         | 1933年3月4日                          | ハーバート・フーヴァー                            |
| 52                                    | ジョージ・ヘンリー・ダーン                     | 1933年3月4日                          | 1936年8月27日                         | フランクリン・ルーズベルト                        |
| 53                                    | ハリー・ハインズ・ウッドリング                 | 1936年9月25日                         | 1940年6月20日                         | フランクリン・ルーズベルト                        |
| 54                                    | ヘンリー・スティムソン                         | 1940年7月10日                         | 1945年9月21日                         | フランクリン・ルーズベルト ハリー・S・トルーマン  |
| 55                                    | ロバート・ポーター・パターソン                 | 1945年9月27日                         | 1947年7月18日                         | ハリー・S・トルーマン                             |
| 56                                    | ケネス・クレイボーン・ロイヤル                 | 1947年7月19日                         | 1947年9月18日                         | ハリー・S・トルーマン                             |

## 歴代陸軍長官
| 代 | 写真 | 姓名                                   | 就任           | 退任           | 大統領                                      |
| -- | ---- | -------------------------------------- | -------------- | -------------- | ------------------------------------------- |
| 1  |      | ケネス・クレイボーン・ロイヤル         | 1947年9月18日  | 1949年4月27日  | ハリー・S・トルーマン                       |
| 2  |      | ゴードン・グレイ                       | 1949年6月20日  | 1950年4月12日  | ハリー・S・トルーマン                       |
| 3  |      | フランク・ペース                       | 1950年4月12日  | 1953年1月20日  | ハリー・S・トルーマン                       |
| 4  |      | ロバート・テンブローク・スティーヴンズ | 1953年2月4日   | 1955年7月21日  | ドワイト・D・アイゼンハワー                 |
| 5  |      | ウイルバー・マリオン・ブルッカー       | 1955年7月21日  | 1961年1月19日  | ドワイト・D・アイゼンハワー                 |
| 6  |      | エルヴィス・ジェイコブ・シュテール     | 1961年1月24日  | 1962年6月30日  | ジョン・F・ケネディ                         |
| 7  |      | キュロス・ロバーツ・ヴァンス           | 1962年7月5日   | 1964年1月21日  | ジョン・F・ケネディ リンドン・ジョンソン    |
| 8  |      | スティーヴン・アイレス                 | 1964年1月28日  | 1965年7月1日   | リンドン・ジョンソン                        |
| 9  |      | スタンリー・ロジャーズ・リーザー       | 1965年7月2日   | 1971年6月30日  | リンドン・ジョンソン リチャード・ニクソン   |
| 10 |      | ロバート・フローリケ                   | 1971年7月1日   | 1973年5月14日  | リチャード・ニクソン                        |
| 11 |      | ハワード・キャラウェイ                 | 1973年5月15日  | 1975年7月3日   | リチャード・ニクソン ジェラルド・フォード   |
| 12 |      | マーティン・ホフマン                   | 1975年8月5日   | 1977年1月20日  | ジェラルド・フォード                        |
| 13 |      | クリフォード・アレグサンダー           | 1977年2月14日  | 1981年1月20日  | ジミー・カーター                            |
| 14 |      | ジョン・オソ・マーシュ・ジュニア       | 1981年1月21日  | 1989年8月13日  | ロナルド・レーガン ジョージ・H・W・ブッシュ |
| 15 |      | マイケル・P・W・ストーン               | 1989年8月14日  | 1993年1月20日  | ジョージ・H・W・ブッシュ                    |
| 16 |      | トーゴー・D・ウェスト・ジュニア        | 1993年11月22日 | 1997年12月2日  | ビル・クリントン                            |
| -  |      | ロバート・マイケル・ウォーカー（代行） | 1997年12月2日  | 1998年7月2日   | ビル・クリントン                            |
| 17 |      | ルイス・カルデラ                       | 1998年7月2日   | 2001年1月20日  | ビル・クリントン                            |
| -  |      | グレゴリー・ダールバーグ（代行）       | 2001年1月20日  | 2001年3月5日   | ジョージ・W・ブッシュ                       |
| -  |      | ジョーゼフ・ウェストファール（代行）   | 2001年3月5日   | 2001年5月31日  | ジョージ・W・ブッシュ                       |
| 18 |      | トーマス・ホワイト                     | 2001年5月31日  | 2003年5月9日   | ジョージ・W・ブッシュ                       |
| -  |      | レス・ブラウリー（代行）               | 2003年5月10日  | 2004年11月18日 | ジョージ・W・ブッシュ                       |
| 19 |      | フランシス・ハーヴェイ                 | 2004年11月19日 | 2007年3月9日   | ジョージ・W・ブッシュ                       |
| 20 |      | ピート・ゲレン                         | 2007年3月9日   | 2009年9月21日  | ジョージ・W・ブッシュ バラク・オバマ        |
| 21 |      | ジョン・マクヒュー                     | 2011年9月21日  | 2015年11月1日  | バラク・オバマ                              |
| -  |      | エリック・ファニング（代行）           | 2015年11月3日  | 2016年1月11日  | バラク・オバマ                              |
| -  |      | パトリック・マーフィー（代行）         | 2016年1月11日  | 2016年5月17日  | バラク・オバマ                              |
| 22 |      | エリック・ファニング                   | 2016年5月17日  | 2017年1月20日  | バラク・オバマ                              |
| -  |      | ロバート・M・スピア（代行）            | 2017年1月20日  | 2017年8月2日   | ドナルド・トランプ                          |
| -  |      | ライアン・マッカーシー（代行）         | 2017年8月3日   | 2017年11月20日 | ドナルド・トランプ                          |
| 23 |      | マーク・エスパー                       | 2017年11月20日 | 2019年7月23日  | ドナルド・トランプ                          |
| 24 |      | ライアン・マッカーシー                 | 2019年7月23日  | 2021年1月20日  | ドナルド・トランプ                          |
| -  |      | ジョン・E・ウィットレイ（代行）        | 2021年1月20日  | 2021年5月28日  | ジョー・バイデン                            |
| 25 |      | クリスティン・ウォーマス               | 2021年5月28日  | 2025年1月20日  | ジョー・バイデン                            |
| -  |      | マーク・アヴェリル（代行）             | 2025年1月20日  | 2025年2月25日  | ドナルド・トランプ                          |
| 26 |      | ダニエル・P・ドリスコル                | 2025年2月25日  | 現職           | ドナルド・トランプ                          |